# バルディーズ (アラスカ州)
バルディーズ、ヴァルディーズ（英: Valdez、[vælˈdiːz]）は、アメリカ合衆国アラスカ州の都市。人口は3,985人（2020年国勢調査）。アラスカ州において重要な港のひとつである。バルディーズという地名は、スペインの探検家サルバドール・フィダルゴが、海軍大臣アントニオ・バルデス・イ・フェルナンデス・バサンの名をとって、1790年に名づけられた。

## 歴史

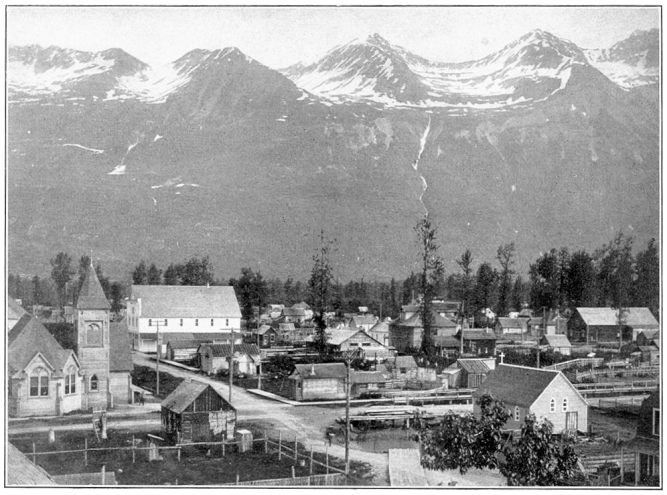
1905年のバルディーズ

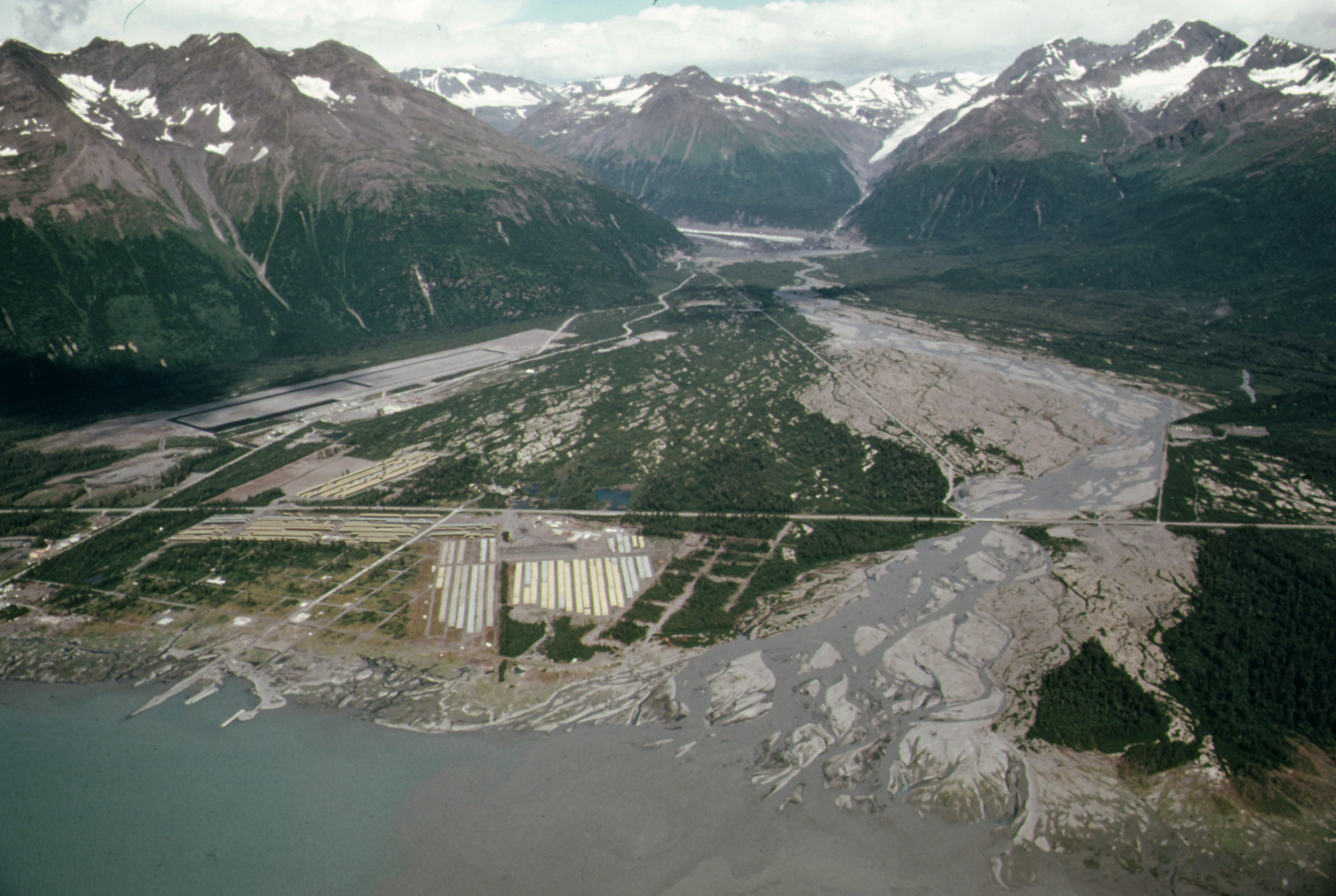
1974年に撮影された、1964年のアラスカ地震で放棄された市街地の跡地。トランス・アラスカ・パイプライン建設のための資材置き場として使われている。

1898年、クロンダイク・ゴールドラッシュで一攫千金を夢見てやってきた人々がこの地に町を築き始めた。蒸気船会社は、バルディーズ氷河トレイルはスカグウェイからのルートよりもクロンダイクの金鉱原に行きやすく、さらにアラスカ内陸部のコッパー川流域でも金を発見したと宣伝した。この宣伝を信じてやって来た採掘者たちは、やがて自分たちが騙されたのだと気付かされた。氷河のトレイルは、実際には宣伝された長さの倍もある険しい道で、多くの者が道中で力尽き、一部の者は長く寒い冬の間に栄養不足になって壊血病に罹った。
1899年にバルディーズとフェアバンクスを結ぶリチャードソン・ハイウェイが開通した後も、町は繁栄しなかった。だがこの新しい道路と不凍港のおかげで、バルディーズはアラスカ内陸部への最初の陸上物資輸送のルートとしての地位を恒久的に確かなものにした。
1950年には、それまで夏季にしか通行できなかったハイウェイが一年を通じて通行できるようになった。
1907年、ライバル関係にあった2つの鉄道会社の間で小競り合いが起こり、バルディーズの希望の星であった海岸部とケニコット銅山を結ぶ鉄道の計画が頓挫した。鉄道用地の正確な位置について言い争いが起こり、1人が死亡し負傷者も数名出た。
銅山はランゲル・セントイライアス山地の中心部に位置し、北アメリカ大陸でも最大級の鉱床があった。峡谷にある未完成のままのトンネルは、バルディーズの鉄道時代の終焉を表している。
その後、銅山への鉄道は海岸部のコードバから建設が進められた。
1964年、市はアラスカ地震に見舞われたものの、地震の揺れだけでは街は壊滅しなかった。しかし液状化現象のために市街地の地盤は海水面より低くなり、海岸の堤防が破壊されたことで堤防内側の市街地は浸水の被害に遭った。さらに西方から高さ9.1mの津波がバルディーズ湾一帯を襲った。
津波が襲ったとき、港にはバルディーズに定期的に訪れる補給船SSチナ号の荷下ろしの手伝い、また見物に来た人々が32人いた。ドックが崩壊し、海に投げ出されたことで32人全員が亡くなった。町ではこのほかに死者は出なかった。
地震発生から3年後、6㎞離れたより安定した地盤の場所へ市街地を移転させた。アメリカ陸軍工兵司令部が新たな市街地の建設を監督した。54棟の住居・建物がトラックで移動され、現在の場所に街が再建された。旧市街地は取り壊され、放棄された。
1975年から1977年にかけ、プルドーベイ油田で産出された原油をバルディーズ港そばの石油ターミナルへ運ぶためのトランス・アラスカ・パイプラインが建設された。パイプラインで運ばれてきた原油はタンカーでさらに輸送される。市の経済はパイプラインの建設や運営によって加速した。
1989年、バルディーズの石油ターミナルを出発したばかりの原油を積んだタンカーが座礁するというエクソンバルディーズ号原油流出事故が発生した。事故はバルディーズから40㎞離れた暗礁であるブライ礁で発生した。流出した原油は市内までは到達しなかったものの、周辺海域の野生生物に深刻な被害をもたらした。
原油の除去のために、市の経済は一時的に押し上げられた。

## 地理
アメリカ合衆国国勢調査局によれば、2023年時点の市域全面積は271.9平方マイル (704 km2)、であり、このうち陸地212.9平方マイル (551 km2)、水域は59.0平方マイル (153 km2)である。
バルディーズはプリンス・ウィリアム湾のフィヨルド先端部に位置する。厚い氷河に覆われたチュガック山脈に周辺を囲まれている。
バルディーズは北アメリカでは最も北にある年間を通して凍結しない港（不凍港）である。市内にあるブルーベリー・ヒルは太平洋岸温帯樹林としては最も北にある。
温帯雨林が存在するにもかかわらず、ケッペンの気候区分では亜寒帯湿潤気候（Dfc）に分類される。冬季の気温は標準的な亜寒帯湿潤気候よりもかなり高めだが、海洋性気候のケチカンやコディアックほど温暖ではない。
アメリカ海洋大気庁やウェザーチャンネルによれば、バルディーズはアメリカで最も積雪量が多く、年平均750cmの積雪量がある。過去には1シーズンに100インチ(約2.5ｍ)以上の降雪量があった月が5か月あった年もある

。
| バルディーズの気候        | バルディーズの気候 | バルディーズの気候 | バルディーズの気候 | バルディーズの気候 | バルディーズの気候 | バルディーズの気候 | バルディーズの気候 | バルディーズの気候 | バルディーズの気候 | バルディーズの気候 | バルディーズの気候 | バルディーズの気候 | バルディーズの気候 |
| 月                        | 1月                | 2月                | 3月                | 4月                | 5月                | 6月                | 7月                | 8月                | 9月                | 10月               | 11月               | 12月               | 年                 |
| ------------------------- | ------------------ | ------------------ | ------------------ | ------------------ | ------------------ | ------------------ | ------------------ | ------------------ | ------------------ | ------------------ | ------------------ | ------------------ | ------------------ |
| 最高気温記録 °F （°C）    | 46 (8)             | 52 (11)            | 57 (14)            | 68 (20)            | 78 (26)            | 86 (30)            | 85 (29)            | 82 (28)            | 74 (23)            | 64 (18)            | 50 (10)            | 54 (12)            | 86 (30)            |
| 平均最高気温 °F （°C）    | 26.6 (−3)          | 30.0 (−1.1)        | 35.8 (2.1)         | 44.4 (6.9)         | 52.9 (11.6)        | 59.4 (15.2)        | 62.3 (16.8)        | 60.8 (16)          | 53.3 (11.8)        | 43.0 (6.1)         | 32.7 (0.4)         | 29.1 (−1.6)        | 44.2 (6.8)         |
| 平均最低気温 °F （°C）    | 17.2 (−8.2)        | 19.6 (−6.9)        | 23.8 (−4.6)        | 30.9 (−0.6)        | 38.6 (3.7)         | 45.0 (7.2)         | 48.0 (8.9)         | 46.4 (8)           | 40.9 (4.9)         | 33.4 (0.8)         | 23.9 (−4.5)        | 20.2 (−6.6)        | 32.3 (0.2)         |
| 最低気温記録 °F （°C）    | −20 (−29)          | −23 (−31)          | −6 (−21)           | 5 (−15)            | 19 (−7)            | 31 (−1)            | 33 (1)             | 32 (0)             | 25 (−4)            | 8 (−13)            | 1 (−17)            | −15 (−26)          | −23 (−31)          |
| 降水量 inch （mm）        | 6.02 (152.9)       | 5.53 (140.5)       | 4.49 (114)         | 3.55 (90.2)        | 3.08 (78.2)        | 3.01 (76.5)        | 3.84 (97.5)        | 6.62 (168.1)       | 9.59 (243.6)       | 8.58 (217.9)       | 5.51 (140)         | 7.59 (192.8)       | 67.41 (1,712.2)    |
| 降雪量 inch （cm）        | 57.0 (144.8)       | 51.8 (131.6)       | 50.0 (127)         | 19.4 (49.3)        | 1.2 (3)            | 0 (0)              | 0 (0)              | 0 (0)              | 0.4 (1)            | 18.5 (47)          | 38.8 (98.6)        | 87.6 (222.5)       | 297.7 (756.2)      |
| 平均降水日数 （≥0.01 in） | 17.1               | 14.8               | 15.3               | 14.2               | 16.6               | 15.0               | 16.9               | 17.3               | 20.6               | 19.1               | 15.0               | 17.9               | 199.8              |
| 平均降雪日数 （≥0.1 in）  | 20.0               | 10.3               | 11.0               | 6.8                | 0.6                | 0                  | 0                  | 0                  | 0.2                | 4.9                | 11.2               | 13.6               | 78.6               |
| 出典：NOAA                |                    |                    |                    |                    |                    |                    |                    |                    |                    |                    |                    |                    |                    |

## 統計
以下は2000年の国勢調査による人口統計データである。
| 基礎データ - 人口: 3,976 人 - 世帯数: 1,494 世帯 - 家族数: 1,042 家族 - 人口密度: 7.0人/km2（18.2人/mi2） 人種別人口構成 - 白人: 83.62% - アフリカン・アメリカン: 0.42% - ネイティブ・アメリカン: 7.19% - アジア人: 2.18% - 太平洋諸島系: 0.45% - その他の人種: 1.41% - 混血: 4.73% - ヒスパニック・ラテン系: 3.96% 年齢別人口構成 - 18歳未満: 29.7% - 18-24歳: 7.3% - 25-44歳: 33.2% - 45-64歳: 26.4% - 65歳以上: 11.2% - 年齢の中央値: 36歳 - 性比（女性100人あたり男性の人口） - 総人口: 89.4 - 18歳以上: 84.7 | 世帯と家族（対世帯数） - 18歳未満の子供がいる: 41.5% - 結婚・同居している夫婦: 56.4% - 未婚・離婚・死別女性が世帯主: 8.4% - 非家族世帯: 30.2% - 単身世帯: 21.8% - 65歳以上の老人1人暮らし:2.8% - 平均構成人数 - 世帯: 2.66人 - 家族: 3.15人 収入と家計 - 収入の中央値 - 世帯: 66,532米ドル - 家族: 74,188米ドル - 性別 - 男性: 56,932米ドル - 女性: 31,855米ドル - 人口1人あたり収入: 17,057米ドル - 貧困線以下 - 対家族: 12.0% - 対人口: 14.9% - 18歳未満: 20.5% - 65歳以上: 11.2% |

## 経済
バルディーズには商業目的、またスポーツフィッシングのための漁港がある。バルディーズの港からはアラスカ内陸部への貨物が輸送されている。
海岸部や氷河での観光としては、遠洋での釣りや、ヘリコプターで高所に運んでもらい、そこからスキーで滑降するようなアクティビティ（ヘリスキー）もある。市の周辺にはヘリスキーを手がけている団体が5つ存在する。
1991年から2000年までエクストリームスキーの大会「ワールド・エクストリーム・スキーイング・チャンピオンシップ」はバルディーズで開催されていた。
バルディーズ石油ターミナルでは、プルドーベイ油田からトランス・アラスカ・パイプラインを通じて運ばれてきた原油が積み込まれる。
アリエスカ・パイプラインサービス社はバルディーズで最も多くの従業員を抱える企業のひとつであるが、市が原油を積む目的で港に入る全てのタンカーに対して税を課す決定を下したことを受け、いくつかの部署を本社のあるアンカレッジに移し始めている。
このことは、市の人口の増減や経済に対して大きな影響を与えた。

## 交通
市はリチャードソン・ハイウェイによってアラスカ内陸部と結ばれている。また、アラスカ・マリンハイウェイというフェリー航路の港もある。
市内からリチャードソン・ハイウェイで北に行った場所にあるトンプソン峠では壮観な滝と氷河を眺めることができる。この峠は、冬季の通行が危険なことでも知られている。
バルディーズ空港（またはパイオニア・フィールド）は市の中心部から約6㎞東にある空港で、グラントアビエーションとエラ・アラスカの2社が就航している。

## 石油ターミナル

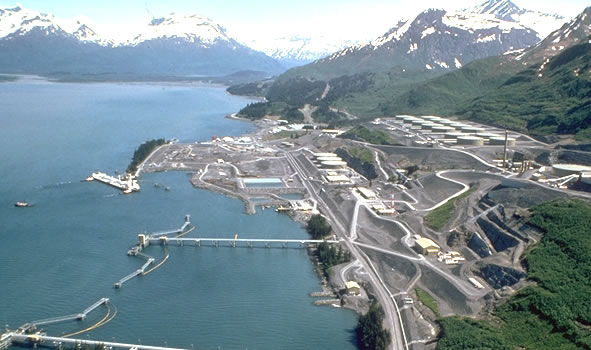
石油ターミナルの空からの眺め

バルディーズ・マリンターミナルはアラスカ・パイプラインの南端にある石油ターミナルである。原油流出事故を起こしたタンカーエクソン・ヴァルディーズもこのターミナルから出発していた。
ターミナルには18基の石油タンクがあり、毎週平均3～5隻のタンカーが発着する。1977年にパイプラインが開通してから、15,000隻以上のタンカーがターミナルから原油を運び出した。

## メディア・文化
バルディーズは人口5,000人に満たない規模ながら、かつて週刊紙が2紙刊行されていた。このうちバルディーズ・スター紙はバルディーズ・ヴァンガード紙を2004年に買収、合併した。
市ではプリンス・ウィリアム湾コミュニティカレッジが主催するラストフロンティア映画評議会が毎年開催され、アメリカ中から脚本家や俳優が集まる。
2005年に発売されたPCゲームバトルフィールド2のブースターパック「ARMORED FURY（アーマード フューリー）」の「Midnight Sun（ミッドナイト・サン）」というミッションでは、バルディーズ港とパイプラインが中国軍によって占拠される。また2010年に発売されたゲームバトルフィールド バッド カンパニー2では、「Port Valdez（ポート・バルディーズ）」という名前のマップがマルチプレイで選択可能である。マップの景観はバルディーズの石油ターミナルをもとに、多少改変されている。
1994年の映画沈黙の要塞では、ワーシントン氷河付近のほか、バルディーズ市民センター、バルディーズ空港、また市から48km離れたチュガック山脈のトンプソン峠でも撮影が行われた。